# 渡边三三
渡边三三（日语：／；1890年—1977年），日本历史学家、教师。曾在满洲抚顺附近进行考古发掘，对高句丽、女真历史的研究有所贡献。也曾担任满洲国国立抚顺图书馆馆长。:3

## 生平
1890年，渡边三三生于今岐阜县安八郡轮之内町。他毕业于岐阜师范学校，并在岐阜县内的数所小学执教。1923年（大正11年），因满铁附属地的日本居民数量增长，学校教员不足，他移居到抚顺满铁附属地，在抚顺的永安小学校、东七条小学校执教。1935年时，渡边为奉天敷岛小学校的教师。1938年时，任黑龙江省的绥化小学校校长。:2-4
渡边三三考古活动的活跃期始于1932年满洲国建立以后。1933年，渡边在抚顺郊外的高尔山发现了古代的土垒遗迹，经过考察，他发表论文，指其为高句丽时期所筑的“新城”。1935年，曾任溥仪英语教师的莊士敦来访，在参观清朝史迹时，渡边为其向导。:3
1938年时，渡边发表著作《抚顺史话》，同年，从小学校长转任满洲国国立抚顺图书馆馆长。1939年，渡边在抚顺永安公园内发现了千秋万岁铭瓦等汉代遗物，推测此地为汉代土城，玄菟郡治所。此后他又考察了数座高句丽山城。:4
二戰結束後於1947年歸國，定居於故鄉轮之内町。此后他不再涉足满洲历史，但參與了町史的編纂。1977年去世。:4

## 著作
- 渡辺三三.  . 奉天圖書館叢刋. 满铁奉天图书馆. NCID BA72174598 （日语）.
- 小村俊夫; 渡辺三三.  . 奉天圖書館叢刋. 满铁奉天图书馆. NCID BA72176243 （日语）.
- 渡辺三三.  . 撫順新報社. 1938-09. NCID BA36090450 （日语）.

- 渡辺三三.   増訂. 撫順新報社. 1940-12. NCID BA7453472X （日语）.
- 渡边三三. . 由尉常荣翻译. 辽宁教育出版社. 1992-06.